# Winy Maas

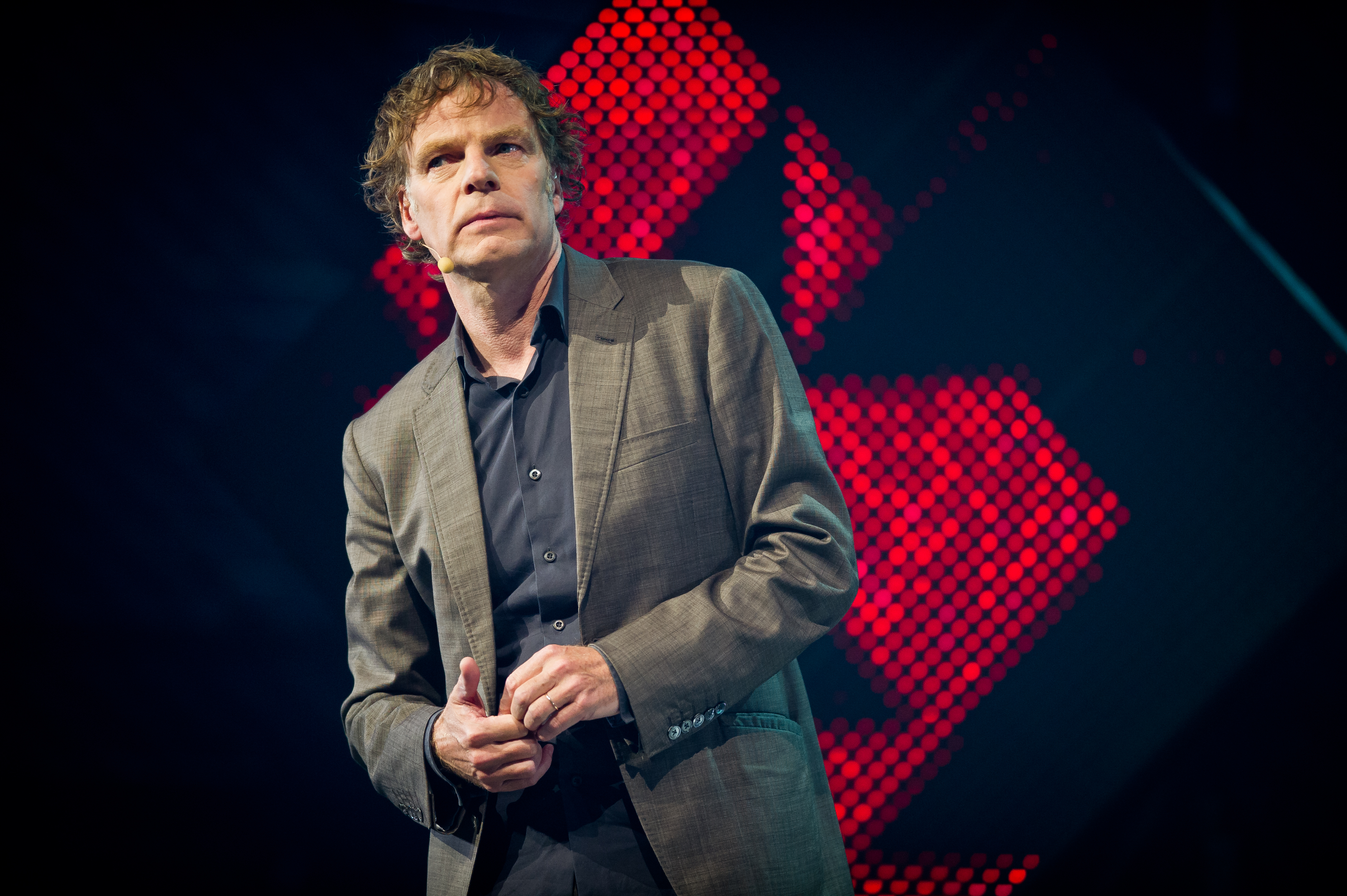
Winy Maas 2012

Winy Maas (* 1959 in Schijndel) ist ein niederländischer Architekt und Partner im Büro MVRDV, einem der derzeit weltweit erfolgreichsten niederländischen Architekturbüros in Rotterdam. 

## Leben
Winy Maas studierte von 1978 bis 1983 Landschaftsarchitektur an der RHSTL Boskoop und anschließend von 1984 bis 1990 Architektur und Stadtplanung an der Technischen Universität Delft, wo er seinen Abschluss unter Rem Koolhaas machte. 
Als Mitarbeiter im Office for Metropolitan Architecture arbeitete er eng mit Rem Koolhaas zusammen. Neben weiteren Erfahrungen in verschiedenen Architekturbüros arbeitete Maas u. a. auch für die UNESCO in Nairobi. 1993 gründete er in Rotterdam gemeinsam mit Jacob van Rijs und Nathalie de Vries das Architekturbüro MVRDV. 
Die Lehrtätigkeit von Winy Maas erstreckt sich auf zahlreiche europäische und außereuropäische Hochschulen, u. a. das Berlage Institut in Rotterdam, die Cooper Union New York, die Architectural Association London sowie die Universitäten von Delft, Berlin, Barcelona, Oslo, Los Angeles und Chicago. 

## Bauprojekte (Auswahl)
- 2022: Valley, Amsterdam

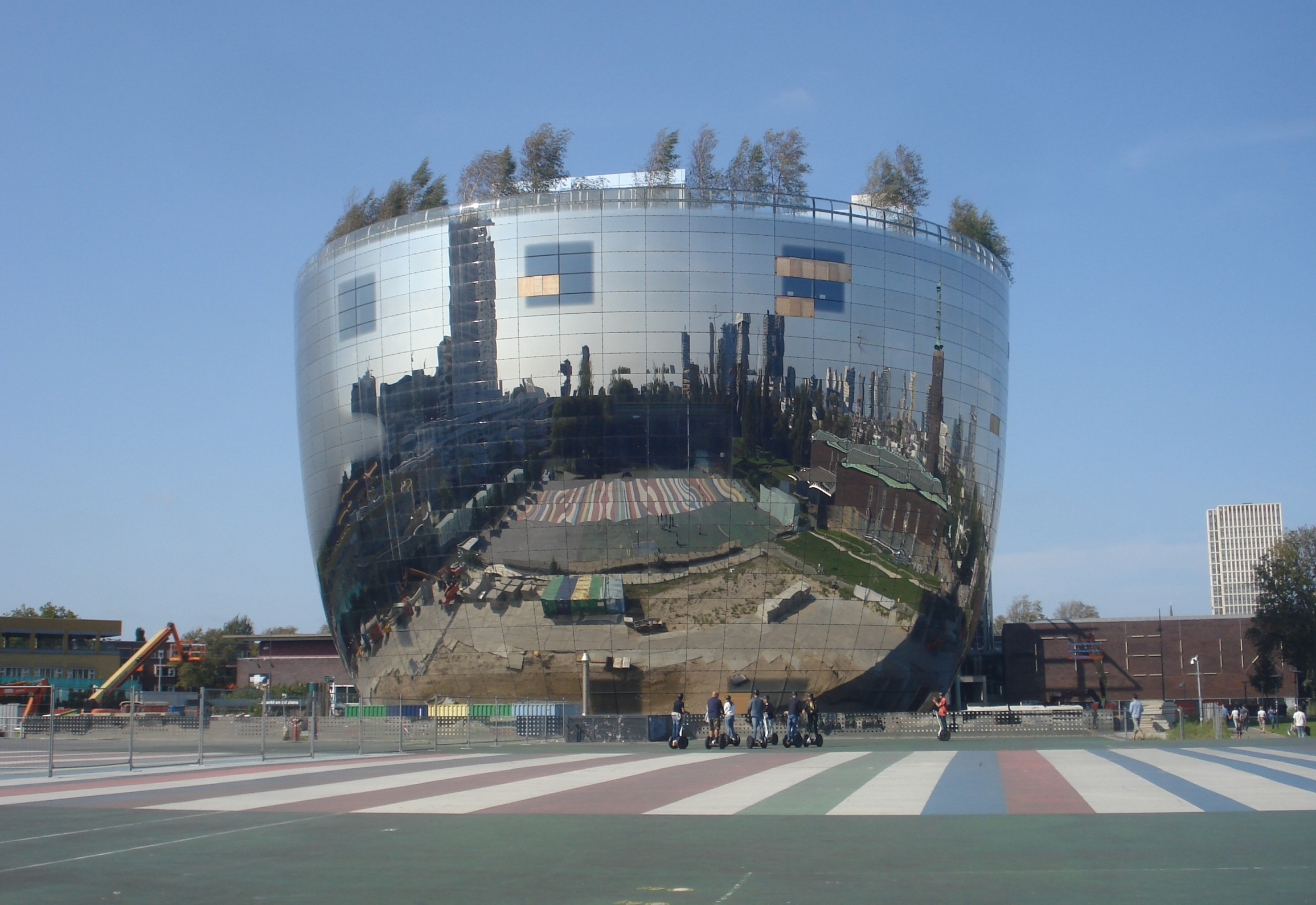
Depot Boijmans Van Beuningen, MVRDV, Rotterdam 2021.

- 2022: Radio Hotel and Tower, New York
- 2022: Weltgartenbauausstellung Floriade
- 2021: Depot Boijmans Van Beuningen, Rotterdam
- 2016: Crystal Houses, Amsterdam
- 2014: Markthal, Rotterdam
- 2013: Glass Farm, Schijndel
- 2000: Niederländischer Pavillon auf der Expo 2000, Hannover

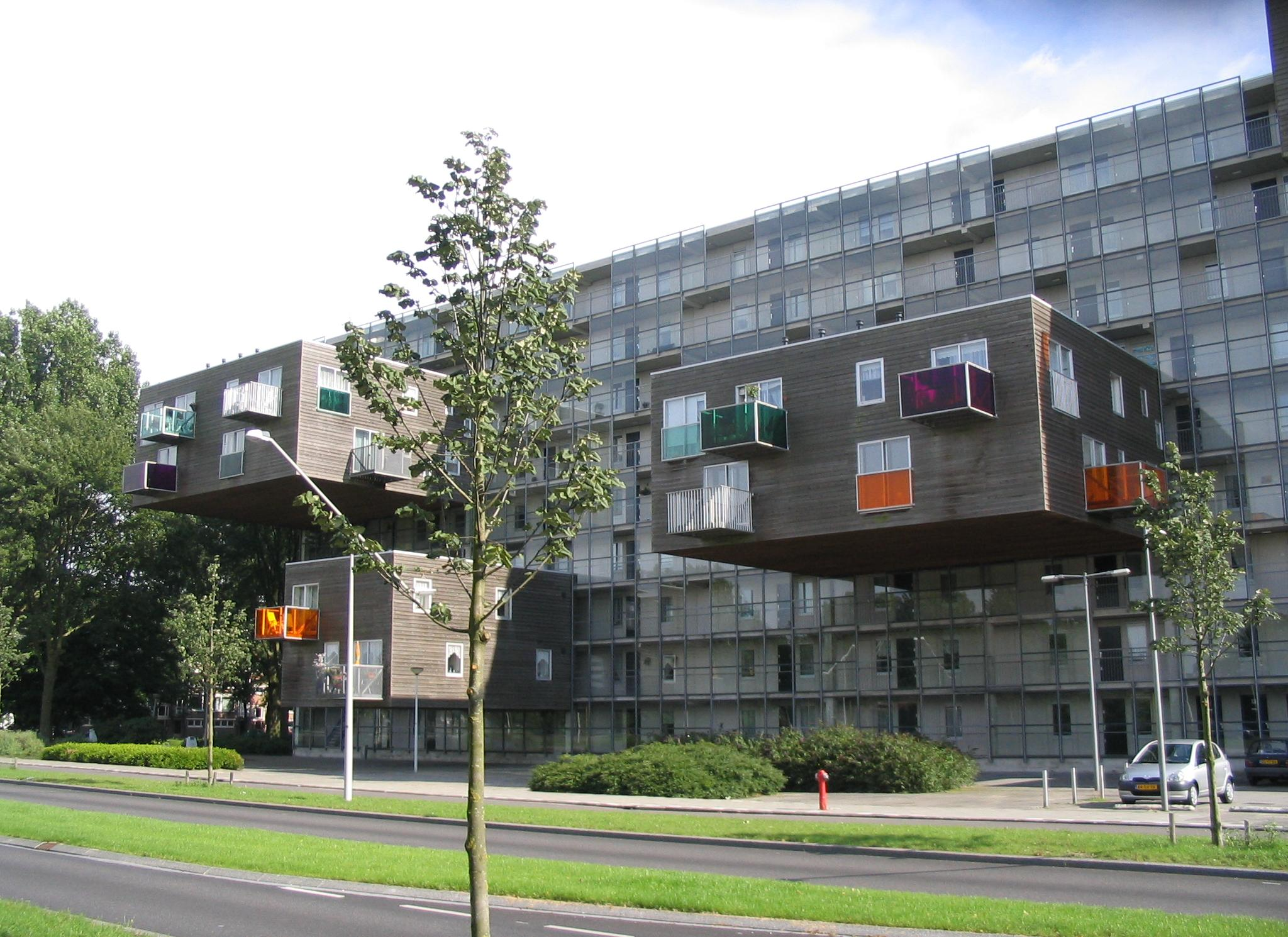
Der Wohnkomplex WoZoCo in Amsterdam entworfen vom Architekturbüro MVRDV, 1997.

- Der Wohnkomplex WoZoCo in Amsterdam entworfen vom Architekturbüro MVRDV, 1997.1997: WoZoCo, Amsterdam
- 1997: Villa VPRO, Hilversum